# 919
Năm 919 là một năm trong lịch Julius.